# Muanda
Muanda je město na pobřeží Atlantského oceánu ležící v Konžské demokratické republice. Žije zde přibližně 91 tisíc obyvatel. Město se nachází na ústí řeky Kongo v provincii Kongo Central. Díky své poloze na pobřeží nabízí písečné pláže, nicméně kvůli bezpečnostní, ekonomické a politické situaci v zemi město není turisty hojně navštěvováno. 
Asi osm kilometrů jihovýchodně od města leží městečko a přístav zvaný Banana. Necelých sedm kilometrů severozápadně od města leží Point Kipundji a asi 100 kilometrů od města leží konžské město Boma, ve kterém leží druhý největší přístav v zemi. Vycestovat je z města Muanda možné i do největšího konžského přístavu Matadi. Nedaleko města se nachází také ropné překladiště a leží zde i jedno letiště.